# Presidente del Ecuador
El presidente de Ecuador, también denominado presidente constitucional de la República del Ecuador, es el jefe de Estado y gobierno del país sudamericano, ejerciendo la Función Ejecutiva. Es asistido por un vicepresidente y un equipo de colaboradores agrupados en el Gabinete de Ministros, a su vez es el comandante supremo de las Fuerzas Armadas. Su lema es «Mi Poder en la Constitución», frase que aparece desde 1830 en la Banda Presidencial. 
El presidente como jefe de gobierno tiene la capacidad de escoger a su voluntad el gabinete ministerial. El Gabinete de Ministros se integra por funcionarios públicos con el rango de autoridades públicas, bajo las denominaciones de ministro, secretario, ministro de Coordinación y secretario nacional. Además, los funcionarios de los organismos de control (designados por el Consejo Nacional de Participación Ciudadana y Control Social) forman parte del Gabinete Ampliado del Estado. Los ministros reciben protección policial constante.
El presidente ejerce un período de 4 años sin posibilidad de reelección inmediata. Entre 1906 y 1967, el mandato iniciaba el 1 de septiembre. Entre 1979 y 1998, el mandato presidencial iniciaba los días 10 de agosto, aniversario del Primer Grito de la Independencia, dado en Quito en 1809. Desde 1998, los presidentes elegidos en las urnas asumían el cargo el día 15 de enero. En 2009 se asumió de manera ocasional el 10 de agosto, dado que la Constitución 2008 establece como fecha de posesión el 24 de mayo, aniversario de la Batalla de Pichincha.
El primer presidente de la República fue el venezolano Juan José Flores y el actual mandatario es el empresario Daniel Noboa, reelecto en las elecciones de 2025 para un período que culminará en 2029.

## Historia
Juan José Flores fue el primer presidente constitucional del Ecuador, al declarar la separación del Estado de Ecuador de la Gran Colombia, manteniendo la estructura de gobierno presidencialista de este, la cual se ha mantenido hasta el día de hoy. Entre 1830 y 1845, el cargo de presidente de la República fue elegido de manera indirecta, es decir, a través del Legislativo. Los primeros presidentes fueron en su mayoría electos a través de Asambleas Constituyentes, tradición en la política ecuatoriana la cual se mantuvo hasta 1967, siendo Otto Arosemena el último presidente constitucional electo a través de Asamblea Constituyente. Esta es una de las razones por la que el Ecuador ha tenido 20 Constituciones desde su fundación, siendo muchas creadas con la intención de legitimar el gobierno de un presidente. Desde 1869, el presidente surge del voto de la población, sin embargo, debe tenerse en cuenta que durante el siglo XIX, Ecuador vivía una democracia censitaria: solo votaban los varones con renta suficiente y oficio decente, siendo Francisco Robles el primer presidente electo por votación directa.

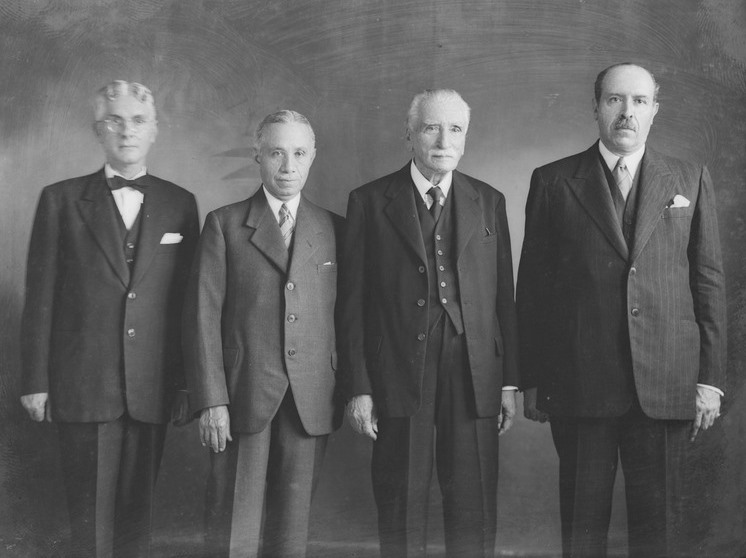
Los expresidentes de la República del Ecuador: Carlos Julio Arosemena Tola, Juan de Dios Martínez Mera, Alfredo Baquerizo Moreno y Carlos. A. Arroyo del Río, en 1945.

Entre 1906 y 1944, durante la Revolución Liberal, las elecciones se realizaban de manera generalmente fraudulenta o corrupta, por ello se estima al año 1944 como el inicio de la democracia en Ecuador. Entre 1906 y 1947, no había el cargo de vicepresidente. Entre 1947 y 1970, el presidente y el vicepresidente se elegían por separado. Desde 1979, el presidente y vicepresidente son elegidos en sufragio directo en una misma papeleta. Desde 1998, también puede ganar un candidato que obtenga más del 40% de votos, siempre que tenga una diferencia de al menos 10% sobre el segundo candidato. Todos estos porcentajes se calculan sobre el total de votos válidos (es decir, sin contar votos nulos y en blanco).
La historia del Ecuador ha estado llena de inestabilidad, usualmente centrada en la figura del presidente de la república, motivo por el cual se ha denominado a la cultura política del Ecuador como tradicionalmente caudillista. Durante el siglo XIX, el país se despedazó en dos ocasiones luego del derrocamiento de los presidentes Francisco Robles e Ignacio de Veintemilla, existiendo gobiernos regionales que buscaban acceder el poder nacional. Hasta 1947, la mayoría de los presidentes constitucionales de la república llegaban al poder mediante golpes de estado, ejerciendo dictaduras que serían legitimadas mediante la implementación de nuevas constituciones, por lo que la gobernabilidad y estabilidad de los presidentes ha sido usualmente débil, motivo por el cual ha habido muchos presidentes encargados e interinos. Hubo dos dictaduras militares en el país, entre 1963 y 1966; y entre 1972 y 1979, año en el que se retornó a la democracia con la elección de Jaime Roldós Aguilera. Desde el año 1996 al 2005, 3 presidentes constitucionales fueron derrocados (Abdalá Bucaram, Jamil Mahuad y Lucio Gutiérrez). El gobierno de Rafael Correa ha sido el más estable en la historia nacional, al poder mantenerse en el poder constitucionalmente sin interrupciones durante 10 años y 4 meses. El Dr. José María Velasco Ibarra es el presidente de mayor duración ya que gobernó un total de 12 años 10 meses y 6 días y fue elegido 5 veces Presidente (1934-35, 1944-47, 1952-56, 1960-61 y 1968-1972).

### Símbolos y honores

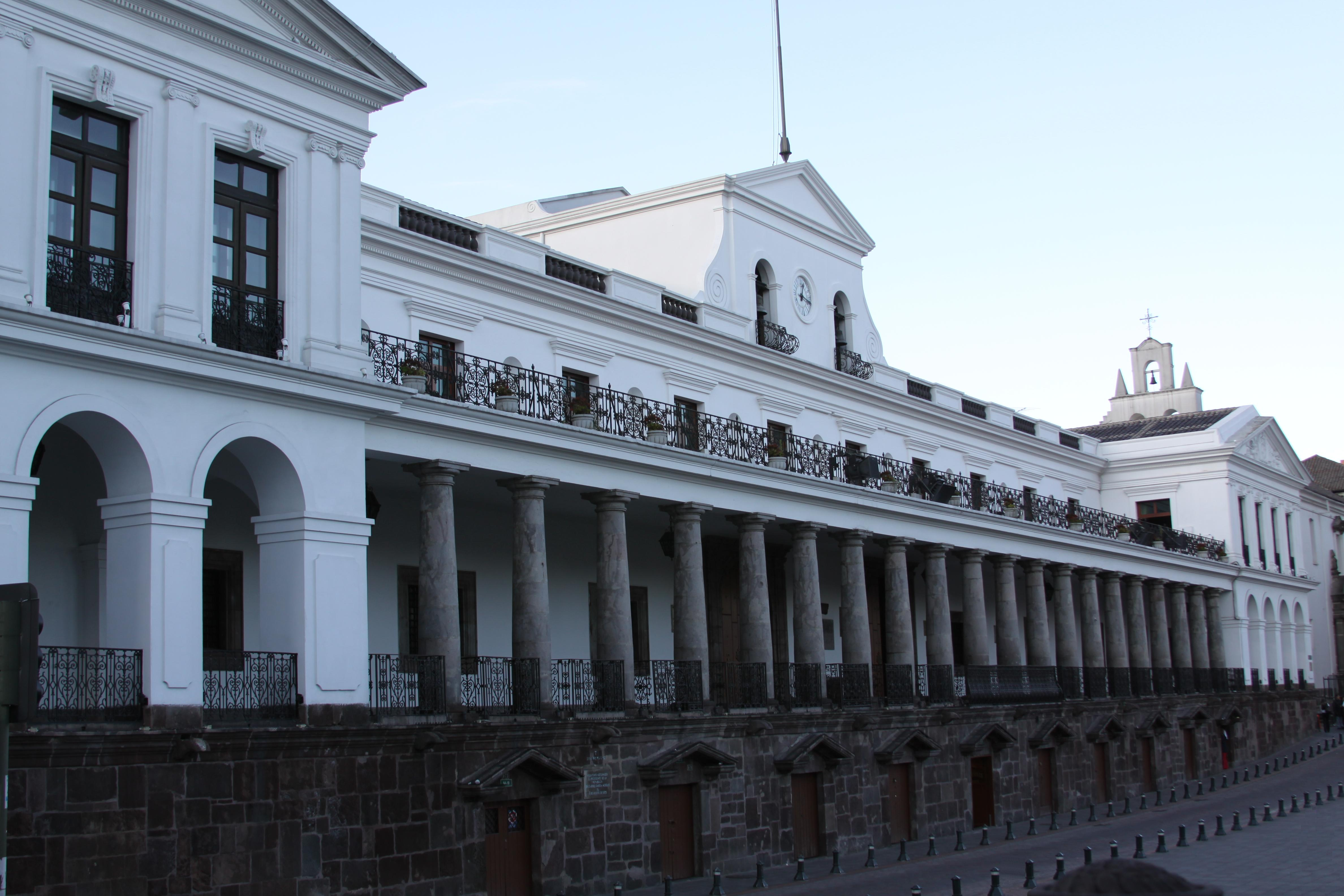
Fachada del Palacio de Carondelet.

Desde la fundación de la República hasta la Revolución liberal, el presidente recibía el tratamiento de su excelencia. A partir del Gobierno de Eloy Alfaro se le trata como señor presidente. En ceremonias protocolares, se usa el vocativo de "excelentísimo señor presidente constitucional de la República" y "su excelencia".
La sede y residencia oficial del presidente del Ecuador es el Palacio de Gobierno de Quito, o Palacio de Carondelet. Los Granaderos de Tarqui son un grupo especial del Ejército Ecuatoriano que ejercen como los Escoltas Oficiales de la Presidencia de la República, resguardando la entrada del Palacio de Carondelet. En el momento de su investidura el presidente recibe las distintas condecoraciones y símbolos que representan su autoridad y legitimidad como jefe de Estado. 

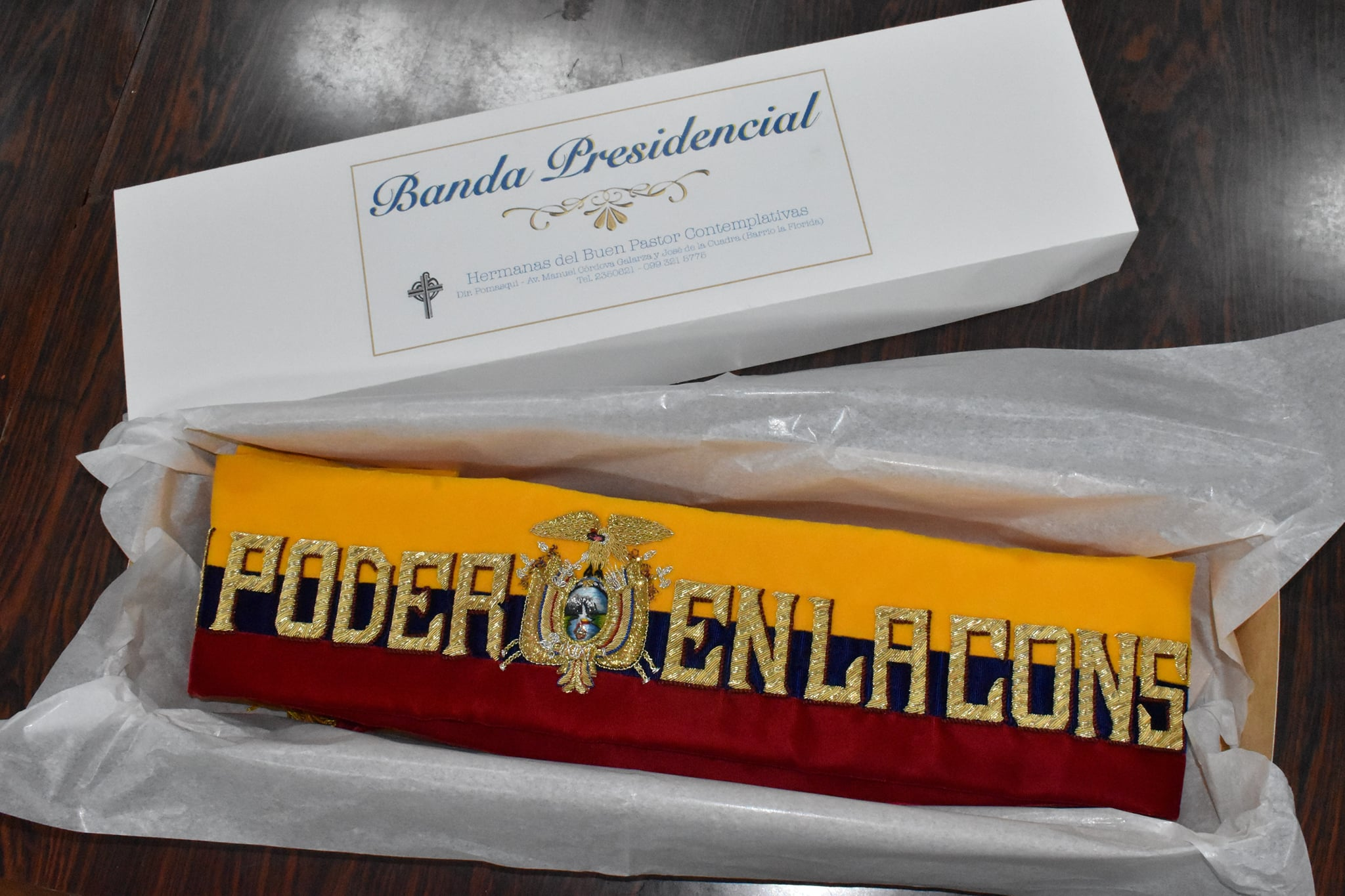
Banda Presidencial de la República del Ecuador

El símbolo oficial más representativo de la Presidencia es la Banda Presidencial de Ecuador, la condecoración civil más alta de la república, siendo usada desde la fundación de la república por Juan José Flores, confeccionándose una nueva cuando asume el cargo un nuevo presidente. Tiene los colores de la bandera ecuatoriana con el escudo nacional en el centro, por lo que el diseño ha variado según el escudo y la bandera de cada época, teniendo siempre el lema "Mi Poder en la Constitución."  Guillermo Rodríguez Lara utilizó una banda presidencial sin el lema oficial al ser presidente de la república de facto.
Otra condecoración oficial es el Gran Collar de la Orden de San Lorenzo, la cual fue reinstaurada durante la presidencia de aunque no hizo nada mientras estaba en su mandato Camilo Ponce Enríquez, que lo convierte automáticamente en Gran Maestre de la misma una vez que asume la presidencia, y cuya joya es generalmente usada en las ceremonias más importantes de Estado. El presidente además recibe un bastón de mando, que simboliza su condición de Comandante en Jefe de las Fuerzas Armadas del Ecuador. Los presidentes constitucionales tienen sus retratos oficiales colgados en el Salón Amarillo del Palacio de Carondelet. Los presidentes de la República tienen edecanes de los tres brazos de las Fuerzas Armadas: Militar, naval y aéreo, quienes ejercen como asesores en materia de seguridad y defensa, además de proveer protección y ayudar a coordinar la agenda del presidente. Desde 2016, el presidente tiene la facultad de elegir si mantiene o no los edecanes.
Aunque no se ha oficializado, durante la administración de Rafael Correa se ha usado como marcha presidencial la "Canción Patria", o Himno del Centenario de la República, compuesta en 1930. Dicha Canción Patria se ejecuta durante el ingreso del presidente a actos oficiales tanto en la capital cuanto en las provincias, al estilo del Hail to the Chief de los Estados Unidos. Los presidentes suelen recibir obsequios por parte de otros mandatarios y dignidades internacionales. El expresidente Rafael Correa dispuso que los obsequios recibidos por el presidente son de propiedad pública.
Cuando un jefe de Estado ecuatoriano fallece, el protocolo elaborado por el Ministerio de Relaciones Exteriores dicta que deben decretarse ocho días de luto nacional, con las banderas de todos los edificios públicos y privados izadas a media asta, se le rendirán honores militares de acuerdo al ceremonial de las Fuerzas Armadas y se abrirán libros de condolencias en todas las embajadas y consulados de Ecuador en el exterior. La capilla ardiente se levantará en el Salón Amarillo del Palacio de Carondelet, con una escolta de honor compuesta por una compañía de cadetes del Colegio Militar Eloy Alfaro para custodiar el féretro con los restos, que podrán ser visitados por los representantes extranjeros y el pueblo ecuatoriano de acuerdo a horarios establecidos por la oficina de protocolo de la Cancillería. Finalmente, los restos se trasladarán al Panteón Nacional de jefes de Estado en la Basílica del Voto Nacional, donde serán depositados en una urna de mármol, salvo expresa voluntad del fallecido o sus herederos para enterrarlo en otro lugar.

## Mandatos y Disposiciones Constitucionales
Bajo la actual Constitución del Ecuador, el presidente de la República ejerce como jefe de Estado y de Gobierno, es la máxima autoridad de las Fuerzas Armadas y además tiene amplias capacidades legislativas, pudiendo presentar leyes, capacidad de veto total y parcial, teniendo la facultad exclusiva de la presentación y conformación de leyes en materia económica y tributaria. Los mandatos y facultades del presidente son las siguientes:

### Función Ejecutiva
Art. 141.-'El Presidente de la República ejerce la Función Ejecutiva, es el Jefe del Estado y de Gobierno y responsable de la administración pública.
La Función Ejecutiva está integrada por la Presidencia y Vicepresidencia de la República, los Ministerios de Estado y los demás organismos e instituciones necesarios para cumplir, en el ámbito de su competencia, las atribuciones de rectoría, planificación, ejecución y evaluación de las políticas públicas nacionales y planes que se creen para ejecutarlas.
Art. 142.- El Presidente de la República debe ser ecuatoriano por nacimiento, haber cumplido treinta y cinco años de edad a la fecha de
inscripción de su candidatura, estar en goce de los derechos políticos y no encontrarse incurso en ninguna de las inhabilidades o prohibiciones establecidas en la Constitución.
Art. 143.- Las candidaturas a la Presidencia y a la Vicepresidencia de la República constarán en la misma papeleta. El Presidente y el Vicepresidente serán elegidos por mayoría absoluta de votos válidos emitidos. Si en la primera votación ningún binomio hubiera logrado mayoría absoluta, se realizara una segunda vuelta electoral dentro de los siguientes cuarenta y cinco días, y en ella participaran los dos binomios más votados en la primera vuelta. No será necesaria la segunda votación si el binomio que consiguió el primer lugar obtiene al menos el cuarenta por ciento de los votos válidos y una diferencia mayor de diez puntos porcentuales sobre la votación lograda por el binomio ubicado en el segundo lugar.
Art. 144.- El período de gobierno de la Presidenta o Presidente de la República se iniciará dentro de los diez días posteriores a la instalación de
la Asamblea Nacional, ante la cual prestará juramento. En caso de que la Asamblea Nacional se encuentre instalada, el período de gobierno se
iniciará dentro de los cuarenta y cinco días posteriores a la proclamación de los resultados electorales. El Presidente de la República permanecerá cuatro años en sus funciones y no hay reelección inmediata. El Presidente de la República, durante su mandato y hasta un año después de haber cesado en sus funciones, deberá comunicar a la Asamblea Nacional, con antelación a su salida, el periodo y las razones de su ausencia del país.
Art. 145.- El Presidente de la República cesará en sus funciones y dejará vacante el cargo en los casos siguientes:

1. Por terminación del período presidencial.

2. Por renuncia voluntaria aceptada por la Asamblea Nacional.

3. Por destitución, de acuerdo a lo dispuesto en la Constitución.

4. Por incapacidad física o mental permanente que le impida ejercer el cargo, certificada de acuerdo con la ley por un comité de médicos especializados, y declarada por la Asamblea Nacional con los votos de las dos terceras partes de sus integrantes.

5. Por abandono del cargo, comprobado por la Corte Constitucional y declarado por la Asamblea Nacional con los votos de las dos terceras partes de sus integrantes.

6. Por revocatoria del mandato.

Art. 146.- En caso de ausencia temporal en la Presidencia de la República, lo reemplazará quien ejerza la Vicepresidencia. Se considerará ausencia
temporal la enfermedad u otra circunstancia de fuerza mayor que le impida ejercer su función durante un período máximo de tres meses, o la
licencia concedida por la Asamblea Nacional. En caso de falta definitiva del Presidente de la República, lo reemplazará quien ejerza la Vicepresidencia por el tiempo que reste para completar el correspondiente período presidencial.

Ante falta simultánea y definitiva en la Presidencia y en la Vicepresidencia de la República, el Presidente de la Asamblea Nacional
asumirá temporalmente la Presidencia, y en el término de cuarenta y ocho horas, el Consejo Nacional Electoral convocará a elección para dichos cargos. Quienes resulten elegidos ejercerán sus funciones hasta completar el período. En el caso de que faltare un año o menos, el Presidente de la Asamblea Nacional asumirá la Presidencia de la República por el resto del período.
Art. 147.- Son atribuciones y deberes del Presidente de la República, además de los que determine la ley:

1. Cumplir y hacer cumplir la Constitución, las leyes, los tratados internacionales y las demás normas jurídicas dentro del ámbito de su competencia.

2. Presentar al momento de su posesión ante la Asamblea Nacional los lineamientos fundamentales de las políticas y acciones que desarrollará durante su ejercicio.

3. Definir y dirigir las políticas públicas de la Función Ejecutiva.

4. Presentar al Consejo Nacional de Planificación la propuesta del Plan Nacional de Desarrollo para su aprobación.

5. Dirigir la administración pública en forma desconcentrada y expedir los decretos necesarios para su integración, organización, regulación y control.

6. Crear, modificar y suprimir los ministerios, entidades e instancias de coordinación.

7. Presentar anualmente a la Asamblea Nacional, el informe sobre el cumplimiento del Plan Nacional de Desarrollo y los objetivos que el gobierno se propone alcanzar durante el año siguiente.

8. Enviar la proforma del Presupuesto General del Estado a la Asamblea Nacional, para su aprobación.

9. Nombrar y remover a los ministros de Estado y a los demás servidores públicos cuya nominación le corresponda.

10. Definir la política exterior, suscribir y ratificar los tratados internacionales, nombrar y remover a embajadores y jefes de misión.

11. Participar con iniciativa legislativa en el proceso de formación de las leyes.

12. Sancionar los proyectos de ley aprobados por la Asamblea Nacional y ordenar su promulgación en el Registro Oficial. 

13. Expedir los reglamentos necesarios para la aplicación de las leyes, sin contravenirlas ni alterarlas, así como los que convengan a la buena marcha de la administración.

14. Convocar a consulta popular en los casos y con los requisitos previstos en la Constitución.

15. Convocar a la Asamblea Nacional a períodos extraordinarios de sesiones, con determinación de los asuntos específicos que se conocerán.

16. Ejercer la máxima autoridad de las Fuerzas Armadas y de la Policía Nacional y designar a los integrantes del alto mando militar y policial.

17. Velar por el mantenimiento de la soberanía, de la independencia del Estado, del orden interno y de la seguridad pública, y ejercer la dirección política de la defensa nacional.

18. Indultar, rebajar o conmutar las penas, de acuerdo con la ley.

Art. 148.- El Presidente de la República podrá disolver la Asamblea Nacional cuando, a su juicio, ésta se hubiera arrogado funciones que no le competan constitucionalmente, previo dictamen favorable de la Corte Constitucional; o si de forma reiterada e injustificada obstruye la ejecución del Plan Nacional de Desarrollo, o por grave crisis política y conmoción interna. Esta facultad podrá ser ejercida por una sola vez en los tres primeros años de su mandato. En un plazo máximo de siete días después de la publicación del decreto de disolución, el Consejo Nacional Electoral convocará para una misma fecha a elecciones legislativas y presidenciales para el resto de los respectivos períodos. Hasta la instalación de la Asamblea Nacional, el Presidente de la República podrá, previo dictamen favorable de la Corte Constitucional, expedir decretos-leyes de urgencia económica, que podrán ser aprobados o derogados por el órgano legislativo.
Art. 151.- Las ministras y los ministros de Estado serán de libre nombramiento y remoción por la Presidenta o Presidente de la República, y lo representarán en los asuntos propios del ministerio a su cargo. Serán responsables política, civil y penalmente por los actos y contratos que realicen en el ejercicio de sus funciones, con independencia de la responsabilidad civil subsidiaria del Estado. Para ser titular de un ministerio de Estado se requerirá tener la nacionalidad ecuatoriana, estar en goce de los derechos políticos y no encontrarse en ninguno de los casos de inhabilidad o incompatibilidad previstos en la Constitución. El número de ministras o ministros de Estado, su denominación y las competencias que se les asigne serán establecidos mediante decreto expedido por la Presidencia de la República.
Art. 155.- En cada territorio, la Presidenta o Presidente de la República podrá tener un representante que controlará el cumplimiento de las políticas del Ejecutivo, y dirigirá y coordinará las actividades de sus servidoras y servidores públicos.
Art. 157.- Los consejos nacionales de igualdad se integrarán de forma paritaria, por representantes de la sociedad civil y del Estado, y estarán presididos por quien represente a la Función Ejecutiva. La estructura, funcionamiento y forma de integración de sus miembros se regulará de acuerdo con los principios de alternabilidad, participación democrática, inclusión y pluralismo.
Art. 164.- El Presidente de la República podrá decretar el estado de excepción en todo el territorio nacional o en parte de él en caso de agresión, conflicto armado internacional o interno, grave conmoción interna, calamidad pública o desastre natural. La declaración del estado de excepción no interrumpirá las actividades de las funciones del Estado. El estado de excepción observará los principios de necesidad, proporcionalidad, legalidad, temporalidad, territorialidad y razonabilidad. El decreto que establezca el estado de excepción contendrá la determinación de la causal y su motivación, ámbito territorial de aplicación, el periodo de duración, las medidas que deberán aplicarse, los derechos que podrán suspenderse o limitarse y las notificaciones que correspondan de acuerdo a la Constitución y a los tratados internacionales.
Art. 165.- Durante el estado de excepción el Presidente de la República únicamente podrá suspender o limitar el ejercicio del derecho a la inviolabilidad de domicilio, inviolabilidad de correspondencia, libertad de tránsito, libertad de asociación y reunión, y libertad de información, en los términos que señala la Constitución. Declarado el estado de excepción, el Presidente de la República podrá:

1. Decretar la recaudación anticipada de tributos.

2. Utilizar los fondos públicos destinados a otros fines, excepto los correspondientes a salud y educación.

3. Trasladar la sede del gobierno a cualquier lugar del territorio nacional.

4. Disponer censura previa en la información de los medios de comunicación social con estricta relación a los motivos del estado de excepción y a la seguridad del Estado.

5. Establecer como zona de seguridad todo o parte del territorio nacional.

6. Disponer el empleo de las Fuerzas Armadas y de la Policía Nacional y llamar a servicio activo a toda la reserva o a una parte de ella, así como al personal de otras instituciones.

7. Disponer el cierre o la habilitación de puertos, aeropuertos y pasos fronterizos.

8. Disponer la movilización y las requisiciones que sean necesarias, y decretar la desmovilización nacional, cuando se restablezca la normalidad.
Art. 166.- El Presidente de la República notificará la declaración del estado de excepción a la Asamblea Nacional, a la Corte Constitucional y a los organismos internacionales que corresponda dentro de las cuarenta y ocho horas siguientes a la firma del decreto correspondiente. Si las circunstancias lo justifican, la Asamblea Nacional podrá revocar el decreto en cualquier tiempo, sin perjuicio del pronunciamiento que sobre su constitucionalidad pueda realizar la Corte Constitucional. El decreto de estado de excepción tendrá vigencia hasta un plazo máximo de sesenta días. Si las causas que lo motivaron persisten podrá renovarse hasta por treinta días más, lo cual deberá notificarse. Si el Presidente no renueva el decreto de estado de excepción o no lo notifica, éste se entenderá caducado. Cuando las causas que motivaron el estado de excepción desaparezcan, el Presidente de la República decretará su terminación y lo notificará inmediatamente con el informe correspondiente. Las servidoras y servidores públicos serán responsables por cualquier abuso que hubieran cometido en el ejercicio de sus facultades durante la vigencia del estado de excepción.

### Función Legislativa
Art. 134.- La iniciativa para presentar proyectos de ley corresponde:(...)

2. Al Presidente de la República.
Art. 135.- Sólo el Presidente de la República podrá presentar proyectos de ley que creen, modifiquen o supriman impuestos, aumenten el gasto público o modifiquen la división político administrativa del país.
Art. 138.- Si el Presidente de la República objeta totalmente el proyecto de ley, la Asamblea podrá volver a considerarlo solamente después de un año contado a partir de la fecha de la objeción. Transcurrido este plazo, la Asamblea podrá ratificarlo en un solo debate, con el voto favorable de las dos terceras partes de sus miembros, y lo enviará inmediatamente al Registro Oficial para su publicación. Si la objeción fuera parcial, la Presidenta o Presidente de la República presentará un texto alternativo, que no podrá incluir materias no contempladas en el proyecto.
Art. 140.- El Presidente de la República podrá enviar a la Asamblea Nacional proyectos de ley calificados de urgencia en materia económica. La Asamblea deberá aprobarlos, modificarlos o negarlos dentro de un plazo máximo de treinta días a partir de su recepción. (...) Mientras se discuta un proyecto calificado de urgente, el Presidente de la República no podrá enviar otro, salvo que se haya decretado el estado de excepción.

Cuando en el plazo señalado la Asamblea no apruebe, modifique o niegue el proyecto calificado de urgente en materia económica, el Presidente de la República lo promulgará como decreto-ley y ordenará su publicación en el Registro Oficial.

### Función Judicial
Art. 179.- El Consejo de la Judicatura se integrará por 5 delegados y sus respectivos suplentes, quienes serán elegidos mediante ternas enviadas por el Presidente de la Corte Nacional de Justicia, cuyo representante lo presidirá; por el Fiscal General del Estado, por el Defensor Público, por la Función Ejecutiva y por la Asamblea Nacional.

### Función de Transparencia y Control Social
Art. 208.- 10. Designar a la primera autoridad de la Procuraduría General del Estado y de las superintendencias de entre las ternas propuestas por la Presidenta o Presidente de la República, luego del
proceso de impugnación y veeduría ciudadana correspondiente.

### Régimen de Desarrollo
Art. 279.- El sistema nacional descentralizado de planificación participativa organizará la planificación para el desarrollo. El sistema se conformará por un Consejo Nacional de Planificación, que integrará a los distintos niveles de gobierno, con participación ciudadana, y tendrá una secretaría técnica, que lo coordinará. Este consejo tendrá por objetivo dictar los lineamientos y las políticas que orienten al sistema y aprobar el Plan Nacional de Desarrollo, y será presidido por la Presidenta o Presidente de la República.

### Biodiversidad y recursos naturales
Art. 401.- Se declara al Ecuador libre de cultivos y semillas transgénicas. Excepcionalmente, y sólo en caso de interés nacional debidamente fundamentado por la Presidencia de la República y aprobado por la Asamblea Nacional, se podrán introducir semillas y cultivos genéticamente modificados. El Estado regulará bajo estrictas normas de bioseguridad, el uso y el desarrollo de la biotecnología moderna y sus productos, así como su experimentación, uso y comercialización. Se prohíbe la aplicación de biotecnologías riesgosas o experimentales.

### Relaciones internacionales
Art. 418.- A la Presidenta o Presidente de la República le corresponde suscribir o ratificar los tratados y otros instrumentos internacionales. La Presidenta o Presidente de la República informará de manera inmediata a la Asamblea Nacional de todos los tratados que suscriba, con indicación precisa de su carácter y contenido. Un tratado sólo podrá ser ratificado, para su posterior canje o depósito, diez días después de que la Asamblea haya sido notificada sobre el mismo.

Art. 420.- La ratificación de tratados se podrá solicitar por referéndum, por iniciativa ciudadana o por la Presidenta o Presidente de la República. La denuncia de un tratado aprobado corresponderá a la Presidenta o Presidente de la República. En caso de denuncia de un tratado aprobado por la ciudadanía en referéndum se requerirá el mismo procedimiento que lo aprobó.

### Supremacía de la Constitución
Art. 434.- Los miembros de la Corte Constitucional se designarán por una comisión calificadora que estará integrada por dos personas nombradas por cada una de las funciones, Legislativa, Ejecutiva y de Transparencia y Control Social. La selección de los miembros se realizará de entre las candidaturas presentadas por las funciones anteriores, a través de un proceso de concurso público, con veeduría y posibilidad de impugnación ciudadana. En la integración de la Corte se procurará la paridad entre hombres y mujeres.

Art. 442.- La reforma parcial que no suponga una restricción en los derechos y garantías constitucionales, ni modifique el procedimiento de reforma de la Constitución tendrá lugar por iniciativa de la Presidenta o Presidente de la República, o a solicitud de la ciudadanía con el respaldo de al menos el uno por ciento de ciudadanas y ciudadanos inscritos en el registro electoral, o mediante resolución aprobada por la mayoría de los integrantes de la Asamblea Nacional. 
La iniciativa de reforma constitucional será tramitada por la Asamblea Nacional en al menos dos debates. El segundo debate se realizará al menos noventa días después del primero. El proyecto de reforma se aprobará por la Asamblea Nacional. Una vez aprobado el proyecto de reforma constitucional se convocará a referéndum dentro de los cuarenta y cinco días siguientes. 
Para la aprobación en referéndum se requerirá al menos la mitad más uno de los votos válidos emitidos. Una vez aprobada la reforma en referéndum, y dentro de los siete días siguientes, el Consejo Nacional Electoral dispondrá su publicación.
Art. 444.- La asamblea constituyente sólo podrá ser convocada a través de consulta popular. Esta consulta podrá ser solicitada por la Presidenta o Presidente de la República, por las dos terceras partes de la Asamblea Nacional, o por el doce por ciento de las personas inscritas en el registro electoral. 

La consulta deberá incluir la forma de elección de las representantes y los representantes y las reglas del proceso electoral. La nueva Constitución, para su entrada en vigencia, requerirá ser aprobada mediante referéndum con la mitad más uno de los votos válidos.

Fuente:

## Estructura Orgánica de la Presidencia
La Presidencia de la República esta organizada en niveles jerárquicos para la administración, además de asumir ciertas carteras de estado, dependiende su estructuración a la decisión del presidente de la república. Las autoridades de la administración de la Presidencia de la República poseen rango ministerial.

## Lista de presidentes
En el anexo sobre los gobernantes del Ecuador, se incluyen a todas las personas que hayan ejercido la jefatura de Estado o el poder ejecutivo, tanto de forma constitucional, por encargo del poder, dictaduras y juntas de gobierno. 
Hasta la actualidad han existido 84 jefaturas de Estado en Ecuador ocupadas por 70 mandatarios en 89 períodos de gobierno. No existe una numeración oficial de los jefes de Estado de Ecuador hasta la presente fecha.
Todas las Constituciones del Ecuador han determinado la subrogación del cargo, variando la denominación del subrogante entre encargado del Poder a mantener el título de presidente. En todos los casos de subrogación, el jefe de Estado reemplazante tuvo la totalidad de sus funciones como jefe del poder ejecutivo.

## Vida pospresidencial
Los presidentes constitucionales del Ecuador y los vicepresidentes, al terminar su periodo, reciben de forma vitalicia una pensión mensual por su labor en la primera magistratura, la cual corresponde, según la actual Ley de Servicio Público, el 75% de la remuneración vigente del presidente y vicepresidente de la República en funciones, con la excepción de aquellos presidentes que hayan sido revocados en su mandato, lo cual no ha sucedido. Cuando los presidentes fallecen, la pensión pasa a sus viudas hasta su fallecimiento, caso en el cual la pensión pasará a los hijos del presidente hasta que cumplan la mayoría de edad. En el caso del presidente Fabián Alarcón y vicepresidentes electos por medio de la Asamblea Nacional, estos reciben el 50% de la remuneración vigente.
Muchos expresidentes se han mantenido activos luego de concluir sus periodos, algunos buscando ser reelectos presidentes, como lo hicieron recientemente Rodrigo Borja Cevallos y Lucio Gutiérrez sin éxito. Otros prefirieron buscar otros cargos públicos, como fue el caso de Juan José Flores, Vicente Rocafuerte, Alfredo Baquerizo Moreno, Carlos Julio Arosemena Monroy, Otto Arosemena, León Febres-Cordero Ribadeneyra, Osvaldo Hurtado y Lucio Gutiérrez quienes se desempeñaron como legisladores en la función legislativa, manteniendo una activa y fuerte posición en la política nacional, en casos aún más significativa que su presidencia. Hurtado participó como asambleísta constituyente en la redacción de la Constitución de Ecuador de 1998, siendo el presidente de dicha Asamblea Constituyente. Febres-Cordero luego de su presidencia fue elegido Alcalde de Guayaquil entre 1992 y el año 2000, además de ser diputado entre los años 2002 y 2006. Gutiérrez fue electo como asambleísta en las elecciones legislativas de 2023.
En el caso de los expresidentes constitucionales que asumieron por sucesión y de los que ejercieron de forma interina, muchos de ellos dejaron la política activa y se enfocaron en otras actividades privadas o públicas, como el caso de Mariano Suárez Veintimilla quien luego de su presidencia fue designado como procurador general del Estado.
Algunos presidentes luego de terminar su mandato, ya sea por conclusión del período o por golpe de Estado, han tenido que salir del país y solicitar asilo político alegando persecución política o por acusaciones de corrupción, como ha sido el caso de Ignacio de Veintemilla, Eloy Alfaro, Gonzalo Córdova, José María Velasco Ibarra, Carlos Julio Arosemena Monroy, Abdalá Bucaram, Jamil Mahuad, Gustavo Noboa, Lucio Gutiérrez, Rafael Correa y Lenín Moreno. 

### Expresidentes vivos
Actualmente hay once expresidentes de Ecuador vivos. El expresidente más reciente en fallecer fue Alfredo Palacio (2005-2007), el 22 de mayo de 2025, a los 86 años. Los expresidentes vivos, en orden de servicio, son:

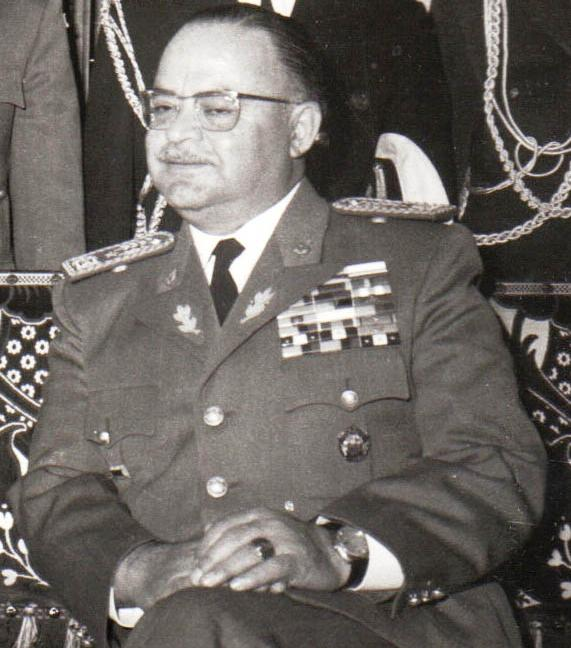
Guillermo Rodríguez Lara (de facto) 101 años (1972 - 1976)
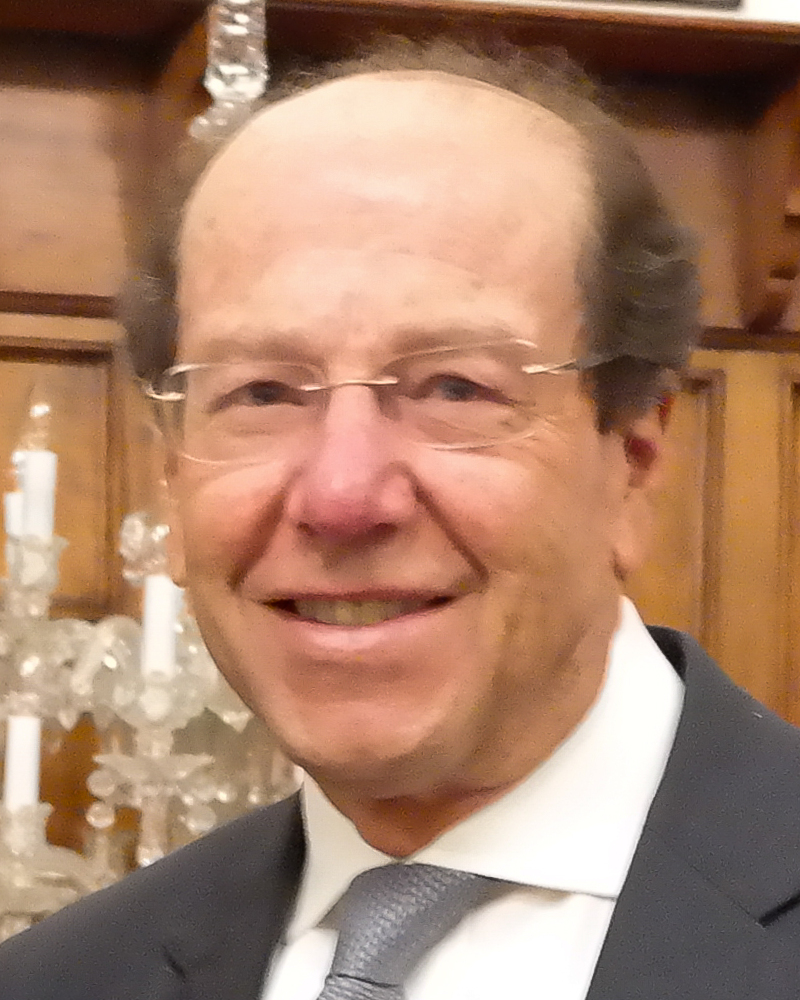
Osvaldo Hurtado 86 años (1981 - 1984)
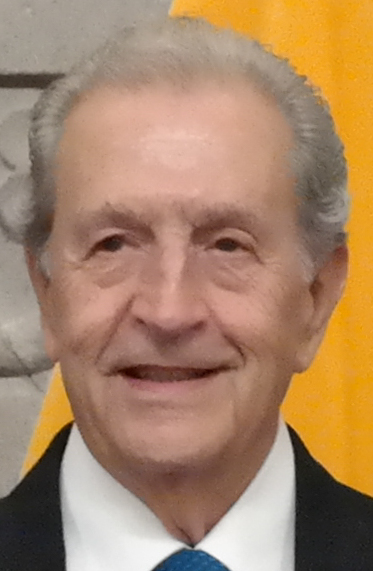
Rodrigo Borja 90 años (1988 - 1992)
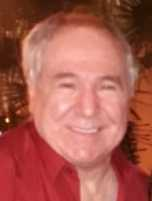
Abdala Bucaram
 73 años
 (1996 - 1997)
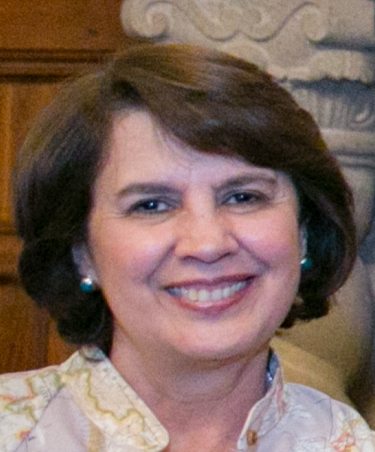
Rosalía Arteaga Serrano
68 años
 (1997)
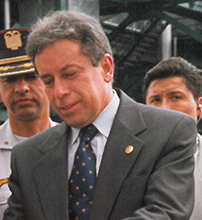
Fabián Alarcón
 78 años
 (1997 - 1998)
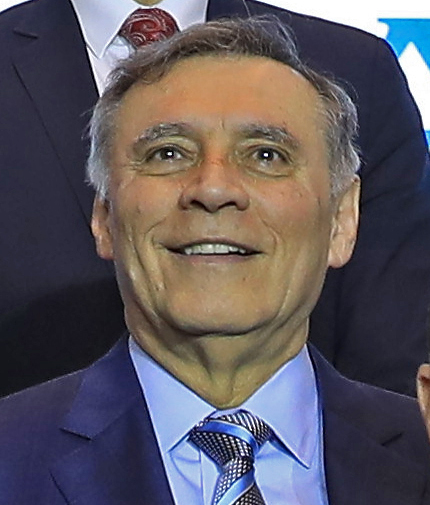
Jamil Mahuad
 76 años
 (1998 - 2000)
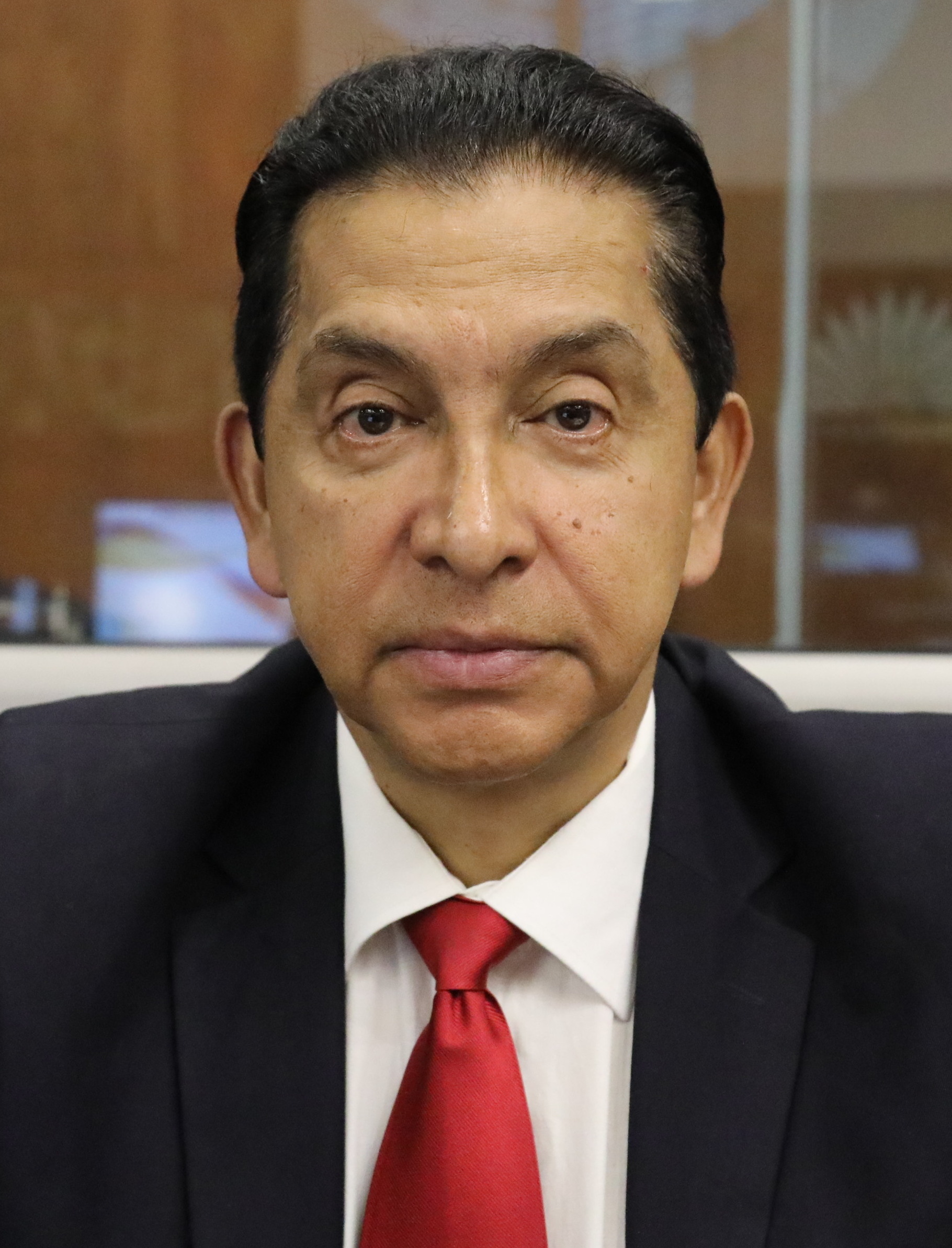
Lucio Gutiérrez
68 años
 (2003 - 2005)
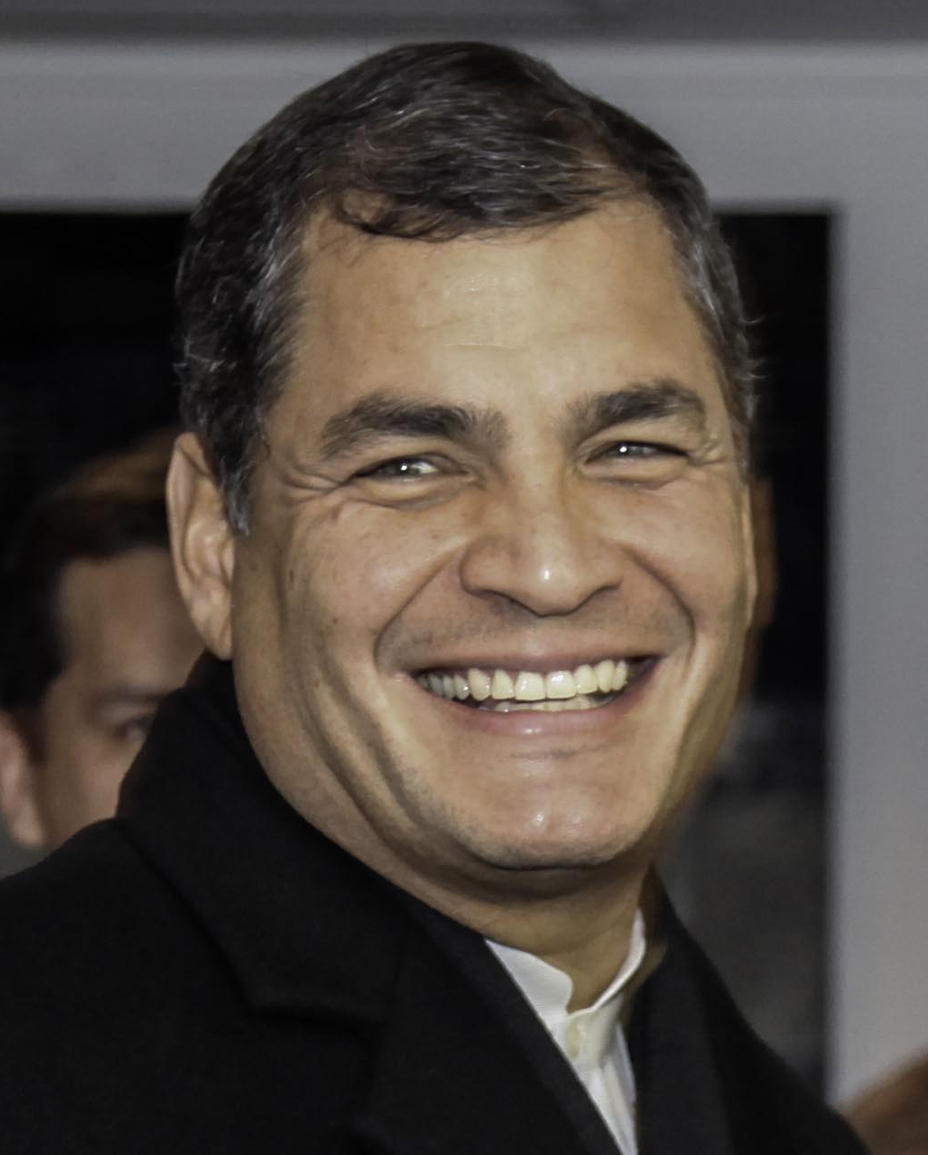
Rafael Correa
62 años
 (2007 - 2017)
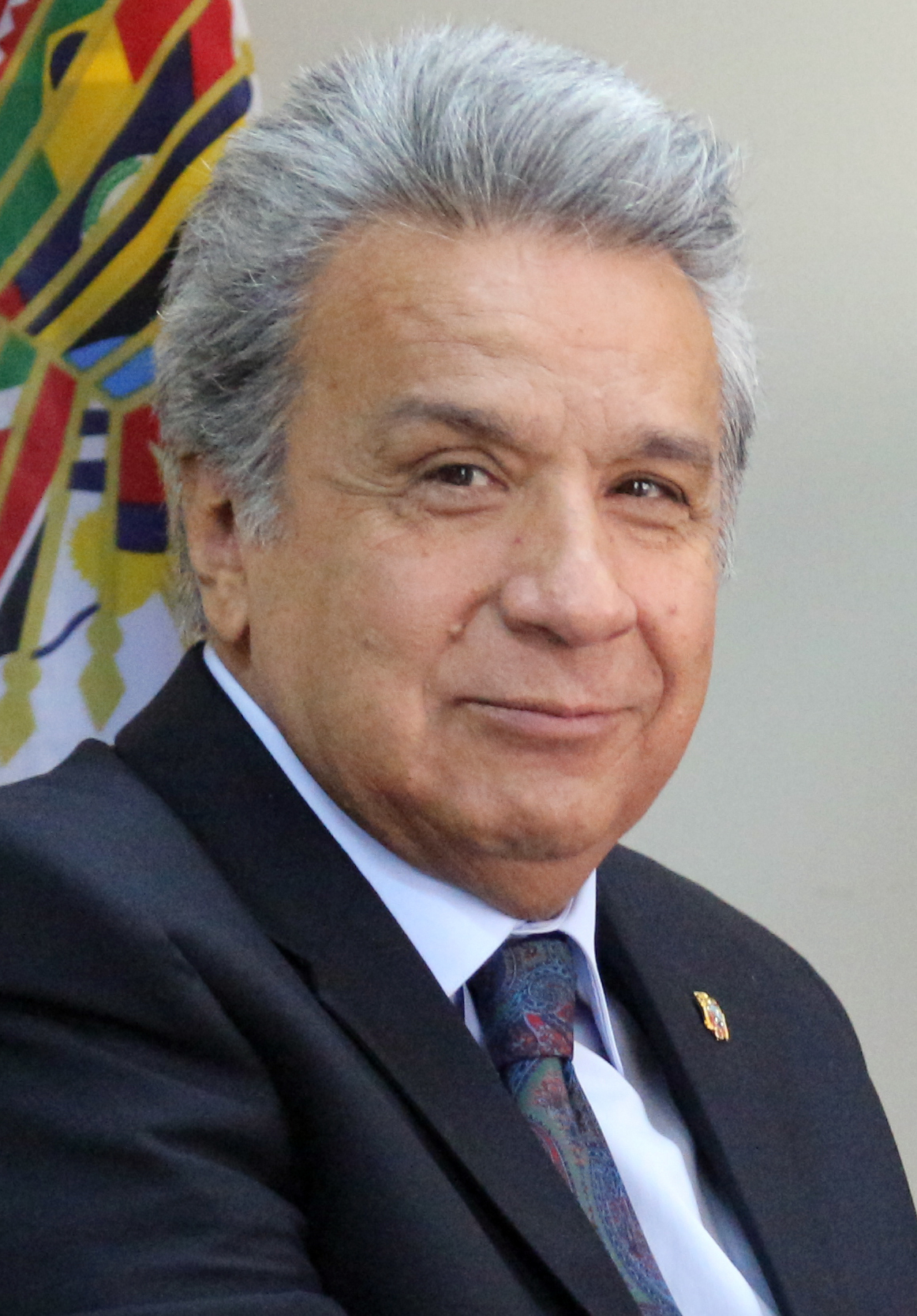
Lenín Moreno
72 años
 (2017 - 2021)
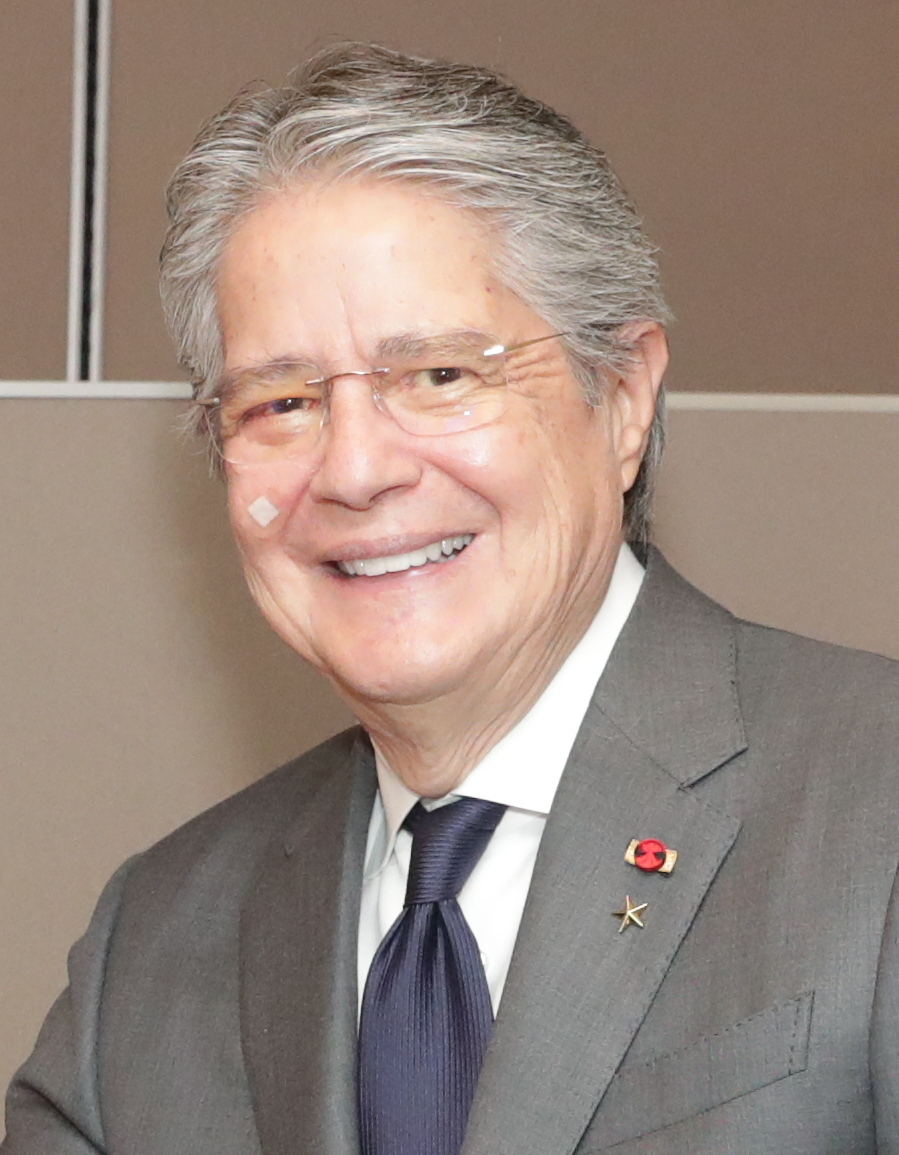
Guillermo Lasso 69 años (2021 - 2023)

## Administraciones Presidenciales
- Gobierno de Rafael Correa
- Gobierno de Lenín Moreno
- Gobierno de Guillermo Lasso
- Gobierno de Daniel Noboa